# Abudefduf vaigiensis
Abudefduf vaigiensis — вид риб родини Pomacentridae.

## Назва
В англійській мові має назву «Індо-Тихоокенський сержант» (англ. Indo-Pacific sergeant).

## Опис
Риба до 20 см завдовжки. Світлооливкова, що жовтішає згори, з 5-ма темними смугами. Під час шлюбних ігрищ, основний колір тіла стає світлоблакитним. Ікру відкладає на вичищену тверду поверхню. Самець та самка оберігають ікру разом. Мальки ховаються у заростях Sargassum. Харчується у товщі води зоопланктоном чи донними водоростями.

## Поширення та середовище існування
Широко зустрічається біля коралових рифів, пірсів, причалів на глибині від 0,3 до 12 м. Від Червоного моря на заході до Французької Полінезії на сході, Південної Африки на півдні та Південної Японії на півночі. 

## Галерея

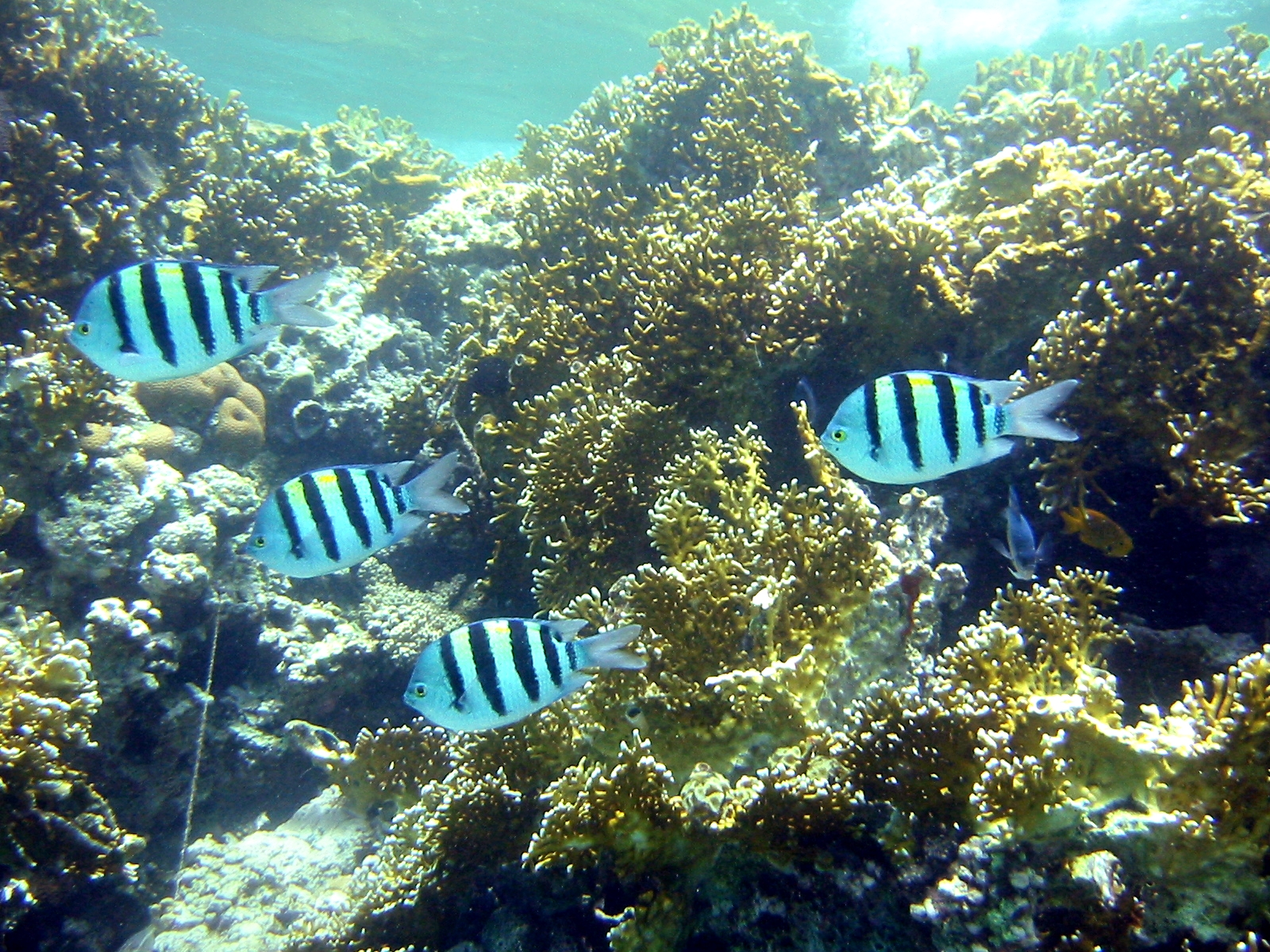
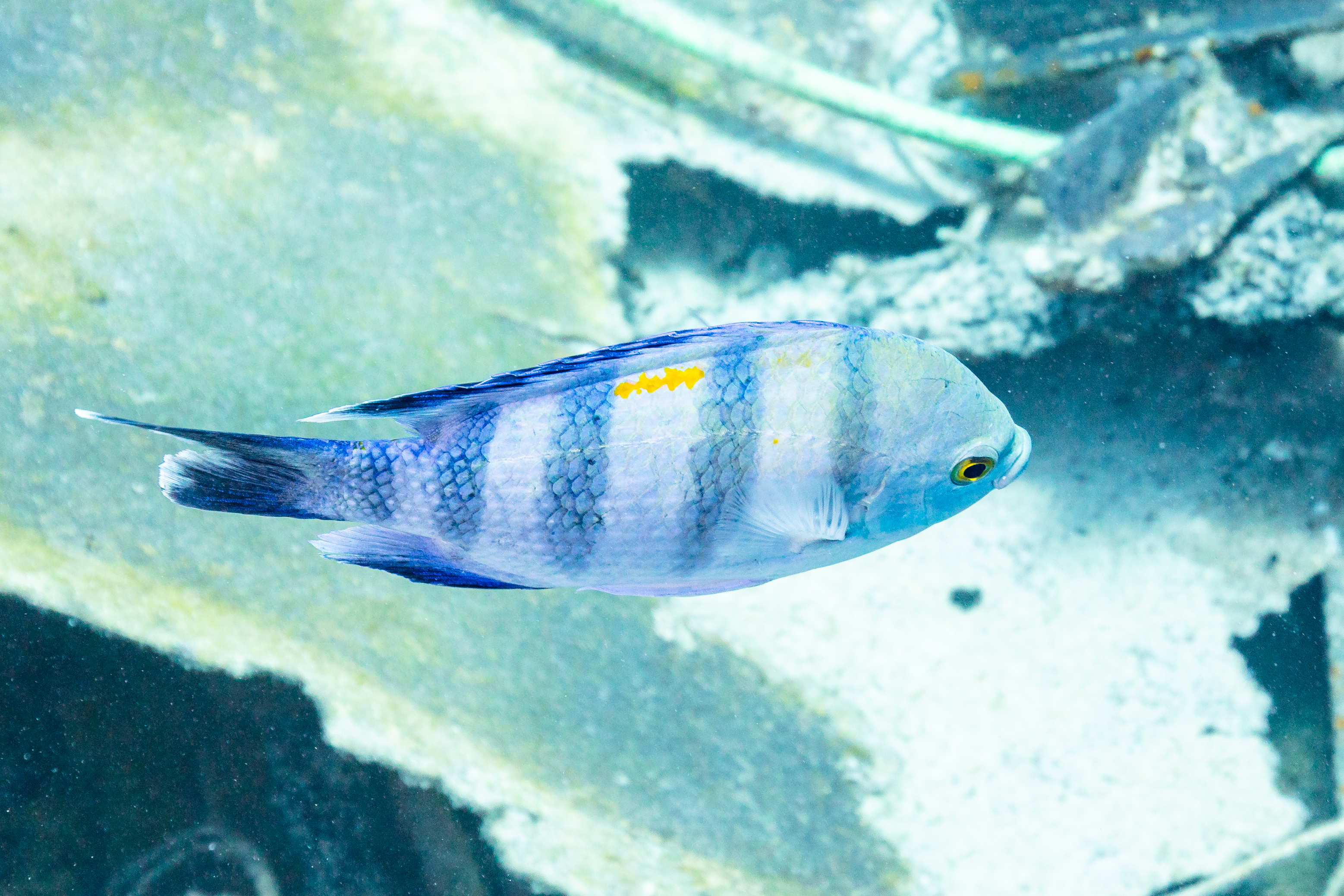